# Attica State
Attica State è un brano musicale di John Lennon & Yōko Ono, apparso sul loro doppio album Some Time in New York City del 1972. La canzone è un commento sociale circa la rivolta della prigione di Attica del 9 settembre 1971, oltre che una denuncia delle misere condizioni di vita dei detenuti nelle carceri e della violazione dei loro diritti umani negli Stati Uniti d'America.
Attica State doveva inoltre essere il lato B del progettato singolo The Luck of the Irish, al quale fu anche assegnato il numero di catalogo APPLE 1846 ma venne cancellato prima della pubblicazione.

## Il brano
La canzone nacque il giorno del trentunesimo compleanno di John Lennon, il 9 ottobre 1971, quando dei suoi amici, inclusi Ringo Starr, Maureen Starkey, Phil Spector, Klaus Voormann, Mal Evans, Neil Aspinall, Eric Clapton, Allen Ginsberg e Jim Keltner, lo coinvolsero in una festa a sorpresa. Durante la festa, una delle canzoni che furono cantate a cappella fu la versione embrionale di Attica State. La rivolta nella prigione di Attica si era svolta solo poche settimane prima.
Il testo del brano simpatizza con i detenuti uccisi durante la rivolta, sebbene critichi la perdita di ogni vita in generale. Lennon e Ono emettono una feroce condanna del sistema giudiziario e penale americano con testi come: «Free the prisoners, jail the judges» ("Liberate i prigionieri, incarcerate i giudici") e «Rockefeller pulled the trigger, that is what the people feel» ("Rockfeller ha premuto il grilletto, questo è quello che sente la gente"). L'ultima strofa invita gli ascoltatori: «Come together, join the movement / Take a stand for human rights / Fear and hatred clouds our judgment / Free us all from endless night» ("Uniamoci, uniamoci al movimento / Prendiamo posizione per i diritti umani / La paura e l'odio offuscano il nostro giudizio / Liberiamoci tutti dalla notte infinita").
Lennon eseguì per la prima volta la canzone in pubblico dal vivo al concerto per la liberazione di John Sinclair il 10 dicembre 1971 a Ann Arbor. Questa versione è stata pubblicata nell'album della colonna sonora del documentario U.S.A. contro John Lennon.  Una settimana dopo, suonò nuovamente la canzone al concerto di beneficenza per le famiglie delle vittime della rivolta di Attica, che si svolse all'Apollo Theater di New York. Questa esecuzione venne inclusa nel cofanetto John Lennon Anthology del 1998.
Il critico musicale della rivista Classic Rock Rob Hughes ha giudicato Attica State la decima migliore canzone politica di Lennon.
Per ironia del destino, l'assassino di Lennon, Mark David Chapman, fu incarcerato proprio nel carcere di Attica dal 1981 al 2012, quando fu trasferito nel Wende Correctional Facility.

## La rivolta
La rivolta nella prigione di Attica scoppiò l'8 settembre, all'indomani di un incidente nel quale erano rimasti coinvolti due carcerati che vennero posti in isolamento. La rivolta ebbe inizio nel refettorio e rapidamente i carcerati riuscirono a sopraffare le guardie, non sufficientemente addestrate e preparate a fronteggiare una rivolta di questo genere, riuscendo così a prendere il controllo dei quattro blocchi con la cattura di circa quaranta ostaggi tra guardie carcerarie e impiegati del carcere. Molti dei secondini presi in ostaggio vennero fatti oggetto di vessazioni e atti di violenza, ed uno di loro morì per le ferite riportate, mentre tre carcerati, accusati di essere "spie", furono aggrediti e uccisi dai rivoltosi. Fu per iniziativa dei Black Muslims che il resto degli ostaggi venne protetto da ulteriori aggressioni, con lo scopo di tutelare i primi tentativi di negoziazione.
Durante la rivolta 1280 dei 2200 detenuti occuparono un'ala del carcere, prendendo in ostaggio 33 addetti del personale carcerario e iniziando le trattative con le autorità. Nonostante si fosse giunti ad un accordo sommario sulla maggior parte delle richieste dei rivoltosi, non fu possibile porre fine alla rivolta a causa del rifiuto in merito alla richiesta di amnistia per i reati commessi dai carcerati durante la rivolta e a quella di destituzione del responsabile del carcere. Nei pochi giorni della rivolta, gestire l'autogestione dei bracci occupati da tante persone considerate violente fu un compito molto difficile, ma che si svolse in maniera proficua. Tra il gruppo di cittadini invitati come osservatori dai detenuti vi era anche Tom Wicher, giornalista del The New York Times, che scrisse, nel pezzo A Time to Die: "L'armonia razziale che regnava tra i detenuti era assolutamente stupefacente".
Il 13 settembre, su ordine preciso del governatore di New York Nelson Rockefeller, l'esercito e le forze di polizia attaccarono il carcere: dagli elicotteri furono inizialmente lanciati lacrimogeni e poi 500 agenti entrarono nella struttura sparando sui rivoltosi, che non avevano armi da fuoco. Sul campo restarono 39 vittime, di cui 10 guardie carcerarie e 29 carcerati, e più di 200 prigionieri feriti, di cui 80 in modo grave; ai superstiti, inoltre, furono usate torture e pestaggi. Nei giorni seguenti la stampa locale affermò che le gole degli ostaggi erano state tagliate dai rivoltosi, cosa che risultò del tutto infondata dalle successive autopsie, che appurarono che tutti i decessi erano stati provocati dalle pallottole delle forze dell'ordine.

## Formazione
- John Lennon – Voce, chitarra
- Yōko Ono – Voce
- Wayne "Tex" Gabriel – Chitarra
- Stan Bronstein – Sassofono
- Gary Van Scyoc – Basso
- Adam Ippolito – Pianoforte, organo
- Richard Frank Jr. – Batteria, percussioni
- Jim Keltner – Batteria